# Tiiran
Tiiran, etylensulfid, C2H4S, är en flytande cyklisk tioeter.

## Egenskaper
Tiiran är den minsta svavelhaltiga heterocykeln och enklaste episulfiden. Liksom många andra organiska svavelföreningar, är den illaluktande. Tiiran används också för att beskriva andra derivat av moderföreningen etylensulfid.

## Framställning
Tiiran framställs genom en reaktion av etylenkarbonat och KSCN. För detta ändamål smältes först KSCN under vakuum för att avlägsna vatten.
KSCN  + C2H4O2CO  →  KOCN  + C2H4S  +  CO2
Tiiran adderar till aminer för att ge 2-mercaptoethylamines, som är goda kelaterande ligander.
C2H4S   +  R2NH  →  R2NCH2CH2SH
Ditiiraner har tre ledade ringar innehållande två svavelatomer och en kol. Ett exempel framställdes genom oxidation av en 1,3-ditietan.

## Användning
Tiiran används används för framställning av kautchuktillsatser, insekticider, hårborttagningsmedel, för att motverka krympning hos ull m. m.